# Джебель-Букорнин
Джебель-Букорнин (араб. جبل بوقرنين‎; фр. Djebel Boukornine) — прибрежный горный массив в Тунисе, состоящий из двух вершин высотой в 576 метров и 493 метра соответственно.

## География и топонимика
Джебель-Букорнин относится в тунисской горной системе Дорсал, являющейся продолжением алжирского Атласа и находится к юго-востоку от столицы Туниса, города Тунис.
Наименование горной системы Джебель-Букорнин происходит от финикийского Ба’ал Корнин, что означает Двурогий Бог.

## Природоохранная зона
Около 2000 гектаров территории в районе гор Джебель-Букорнин относятся к природоохранной зоне. В лесах на склонах здесь произрастают реликтовые алеппские сосны и туи; из животного мира водятся лисы, дикие кабаны и дикобразы, а также хищные птицы. В 2011 и 2014 годы часть заповедных лесов пострадала от пожаров.

## Альпинизм
Горный туризм предпринимается на обеих вершинах Джебель-Букорнин. На них также работают две метеорологические и радиостанции.

## Галерея
- Горы Букорнин
- Альбер Марке Ла-Галлет (1926)
- Купюра номиналом в 2 франка, Тунис, 1943 год с горами Джебель-Букорнин.